# 箱庭理论
箱庭理论是由游戏制作人宫本茂提出的游戏设计理论，指通过关卡（场景）为具体表现方式，通过对有限的技术条件最大利用，使用场景差异、数值及关卡区别等手段，增强场景空间感、游戏趣味性和玩家的代入感，从而实现游戏制作者的自身构想。
箱庭理论在宫本茂的代表作《超级马力欧兄弟》中得到明确体现，通过水管通道切换等方式，强调关卡的独立性和关卡美术风格所造成的视觉落差给玩家带来的差异感，最大限度的衬托了该游戏的趣味性。该理论在现代游戏的设计中不断的得到继承和发展，即使在游戏类型和玩法相对复杂的今天，亦不断被作为游戏设计手法和原则反复使用。